# Chassaignes
Chassaignes är en kommun i departementet Dordogne i regionen Nouvelle-Aquitaine i sydvästra Frankrike. Kommunen ligger i kantonen Ribérac som tillhör arrondissementet Périgueux. År 2022 hade Chassaignes 73 invånare.

## Befolkningsutveckling
Antalet invånare i kommunen Chassaignes
Referens:INSEE